# Bezirk Larnaka
Der Bezirk Larnaka (griechisch Επαρχία Λάρνακας Eparchía Lárnakas (f. sg.)) ist ein Bezirk der Republik Zypern. Hauptort ist die Stadt Larnaka. Der Bezirk besitzt einen Hafen und den wichtigsten Flughafen der Insel, den Flughafen Larnaka. Außerdem befindet sich im Bezirk die Hala-Sultan-Tekke-Moschee.
Der Bezirk hat eine Fläche von 1120 km². Ein Teil davon steht unter Kontrolle der Türkischen Republik Nordzypern und gehört zu deren Distrikt Lefkoşa.

## Geschichte
Während der osmanisch-türkischen Herrschaft war Larnaka eine der sechs Kazas, in die die Insel aufgeteilt war. Kazas wurden in Nahiyes unterteilt, aber im Fall von Larnaka gab es nur eine, die mit der Kaza zusammenfiel.
An der Spitze der Kaza stand ein Kaymakam. Als die Briten 1878 die Kontrolle über Zypern übernahmen, wurden diese Verwaltungseinheiten beibehalten. Ein britischer Offizier, der als Kommissar (später Bezirksbeamter) bezeichnet wurde, wurde für die Kaza von Larnaka ernannt, während der türkische Kaymakam zunächst mit bestimmten seiner Funktionen belassen wurde.
Einige nördliche Teile des heutigen Bezirks gehörten damals zum Bezirk Famagusta, nämlich Arsos, Athienou, Melouseia, Troulli, Tremetousia und Pergamos. Bei der ersten britischen Volkszählung 1881 hatte der Bezirk Larnaka (sowohl die Kaza als auch die Nahiya) 20.766 Einwohner. Bis 1891 war Athienou in den Bezirk Nikosia verlegt worden, während die anderen Dörfer später in den Bezirk Larnaka verlegt wurden. Athienou wurde in den 1920er Jahren mit dem Bezirk Larnaka vereinigt.

## Bevölkerungsentwicklung
| Jahr      | 1881   | 1891   | 1901   | 1911   | 1921   | 1931   | 1946   | 1960   | 1976   | 1982   | 1992    | 2001    | 2011    | 2021    |
| Einwohner | 20.766 | 23.760 | 26.073 | 29.737 | 34.918 | 42.208 | 52.189 | 58.660 | 78.855 | 84.100 | 100.242 | 115.268 | 143.192 | 155.765 |

## Gemeinden

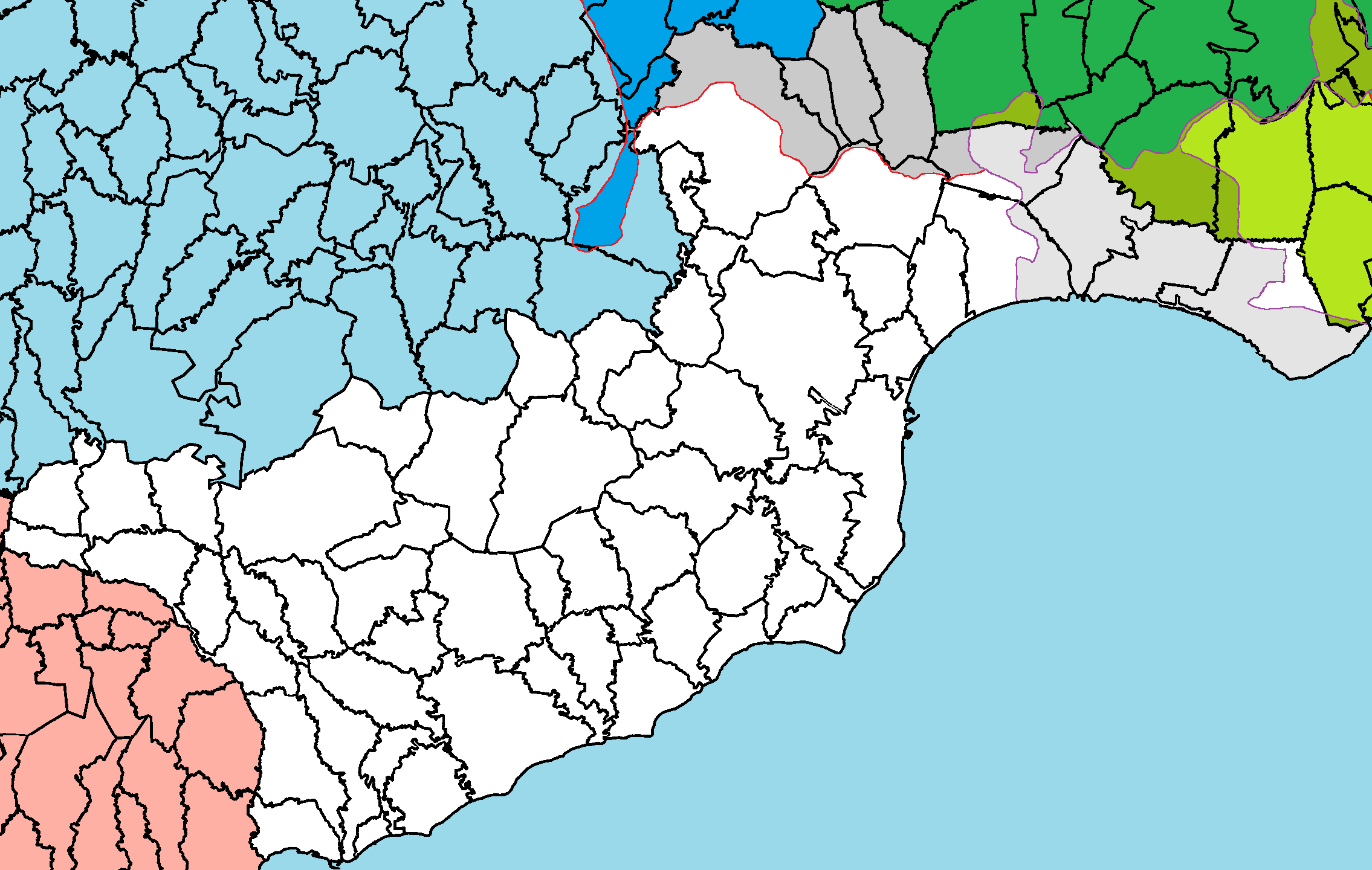
Der Bezirk Larnaka unterteilt in Gemeinden

Laut Statistischem Dienst der Republik Zypern (2015) besteht der Bezirk Larnaka aus 6 Städten und 53 Gemeinden. Städte sind fett dargestellt. Gemeinden, die sich (teilweise) in besetztem Gebiet befinden, sind kursiv dargestellt.
- Agia Anna
- Agii Vavatsinias
- Agios Theodoros
- Alaminos
- Alethriko
- Anafotia
- Anglisides
- Aplanta
- Aradippou
- Arsos
- Athienou
- Avdellero
- Choirokoitia
- Delikipos
- Dromolaxia–Meneou
- Kalavasos
- Kalo Chorio
- Kato Drys
- Kato Lefkara
- Kellia
- Kiti
- Kivisili
- Klavdia
- Kofinou
- Kornos
- Kosi
- Lagia
- Larnaka
- Livadia
- Mari
- Maroni
- Mazotos
- Melini
- Melousia
- Menogia
- Mosfiloti
- Odou
- Ora
- Ormidia
- Oroklini
- Pano Lefkara
- Pergamos
- Pervolia
- Petrofani
- Psematismenos
- Psevdas
- Pyla
- Pyrga
- Skarinou
- Softades
- Tersefanou
- Tochni
- Tremetousia
- Troulli
- Vavatsinia
- Vavla
- Xylofagou
- Xylotymbou
- Zygi